# Antho coriacea
Antho coriacea är en svampdjursart som först beskrevs av James Scott Bowerbank 1874.  Antho coriacea ingår i släktet Antho och familjen Microcionidae. Inga underarter finns listade i Catalogue of Life.